# Erbfolge Jaroslaws des Weisen
| | Jaroslaw I. Wladimirowitsch Mudryj, der Weise, (* 979/86; † 1054) Großfürst von Kiew (1019 – 1054) |                                                                                   | |                            |                                    |
| Vater | Wladimir der Große |                                                                                   | |                            |                                    |
| Mutter | Rogneda von Polozk |                                                                                   | |                            |                                    |
| Ehefrau | Ingegerd von Schweden |                                                                                   | |                            |                                    |
| Söhne | Isjaslaw I. Jaroslawitsch | Swjatoslaw II. Jaroslawitsch                                                      | Wsewolod I. Jaroslawitsch | Wjatscheslaw Jaroslawitsch | Igor Jaroslawitsch                 |
| Lebens- daten | (* 1024; † 1078) | (* 1027, † 1076)                                                                  | (* 1030, † 1093) | (* 1036, † 1057)           | (* 1034/1036, † 1060)              |
| verheiratet mit | Gertrud von Polen | (1.) Cecilia (2.) Oda von Babenberg                                               | Anastasia (Irina), Tochter des byzantinischen Kaisers Konstantin IX. | -                          | Kunigunde von Weimar-Orlamünde (?) |
| Herrschafts- gebiete                                                                                                 | Teilfürstentum Kiew | Teilfürstentum TschernigowG                                                       | Teilfürstentum PerejaslawlG | Teilfürstentum SmolenskG   | Teilfürstentum WolhynienG          |
| | Großfürst von Kiew: 1054 – 1073 und 1077 – 1078 | Großfürst von Kiew: 1073 bis 1076                                                 | Großfürst von Kiew: 1078 bis 1093 |                            |                                    |
| | Isjaslaw erhielt beim Tod seines Vaters als ältester Sohn entsprechend dem Senioratsprinzip das wichtigste Teilfürstentum der Kiewer Rus. Später Flucht nach Polen zu Boleslaw II., einem Neffe seiner Gemahlin. Mehr ... | Swjatoslaw regierte im Einvernehmen mit Wsewolod als Großfürst von Kiew. Mehr ... | wurde von Swjatopolk II. Isjaslawitsch (* 1050; † 1113) als Großfürst der Kiewer Rus von 1093 bis 1113 abgelöst. Swjatopolk II. war ein Sohn von Isjaslaw I. und somit Neffe von Wsewolod I. Mehr ... | -                          | -                                  |
| Jaroslaw I. begründete das Senioratsprinzip, das in den folgenden Jahrhunderten Ursache instabiler Herrschaften war. | |                                                                                   | |                            |                                    |

## Gebiete
Folgende Gebiete wurden unter den fünf Söhnen aufgeteilt:
- Großfürstentum Kiew – Isjaslaw I.
- Fürstentum Nowgorod – Isjaslaw I.
- Fürstentum Turow – Isjaslaw I. ( -1054)
- Fürstentum Tschernigow – Swjatoslaw II.
- Fürstentum Perejaslawl – Wsewolod I.
- Fürstentum Smolensk – Wjatscheslaw (1054-1057), Igor (1057-1060)
- Fürstentum Wladimir – Igor
- Fürstentum Wolhynien – Swjatoslaw II. ( -1054), Igor (1054-1057)